# ヴァルナ州

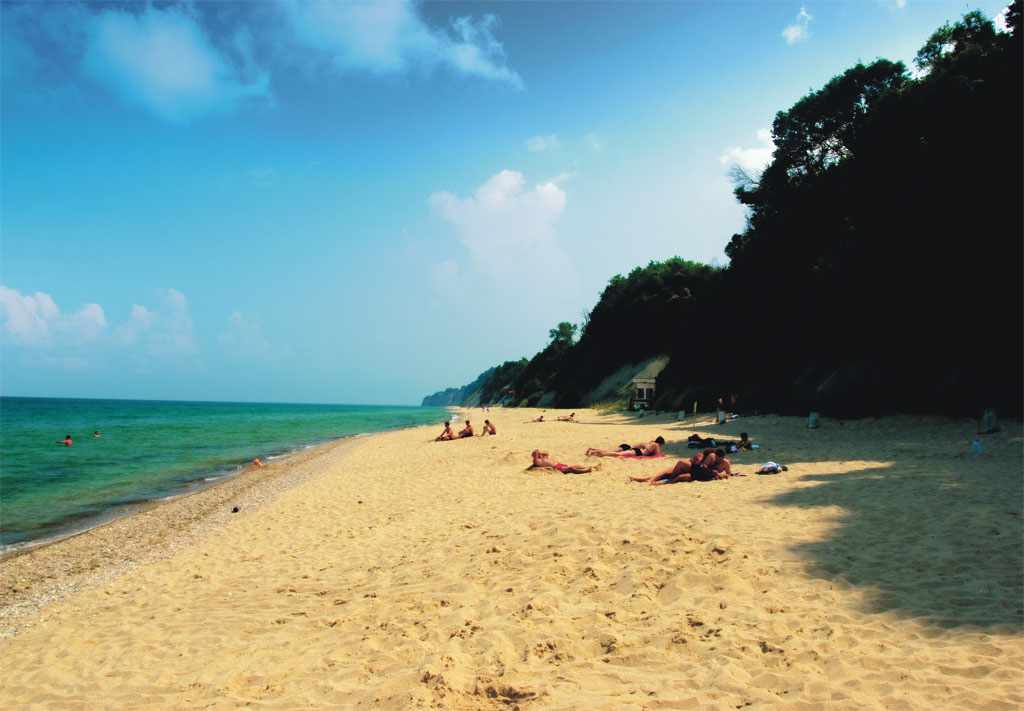
ビャラのビーチ

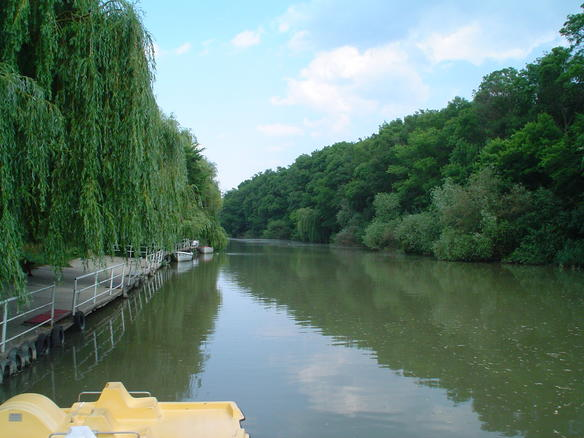
カムチヤ川

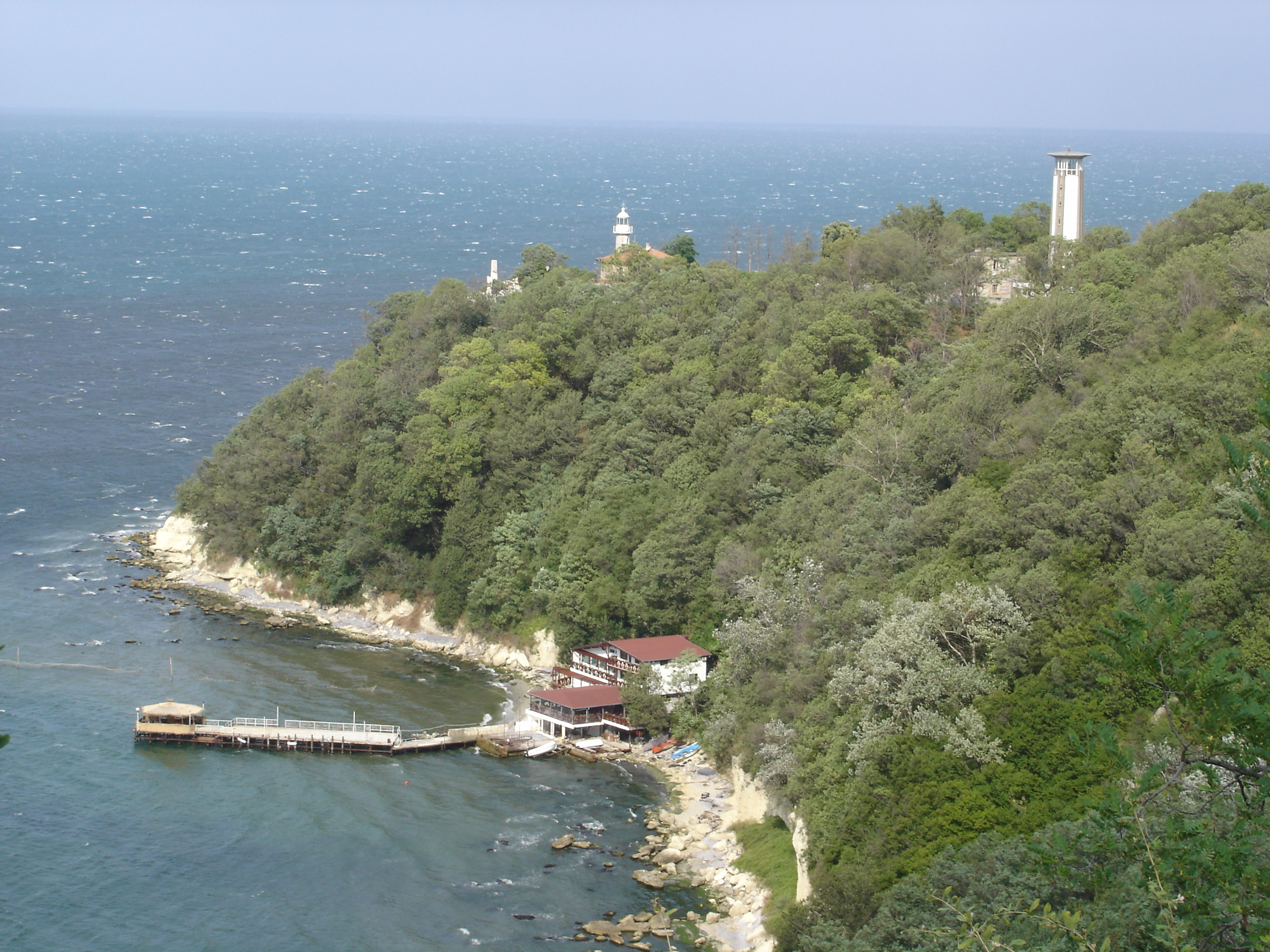
ガラタ岬

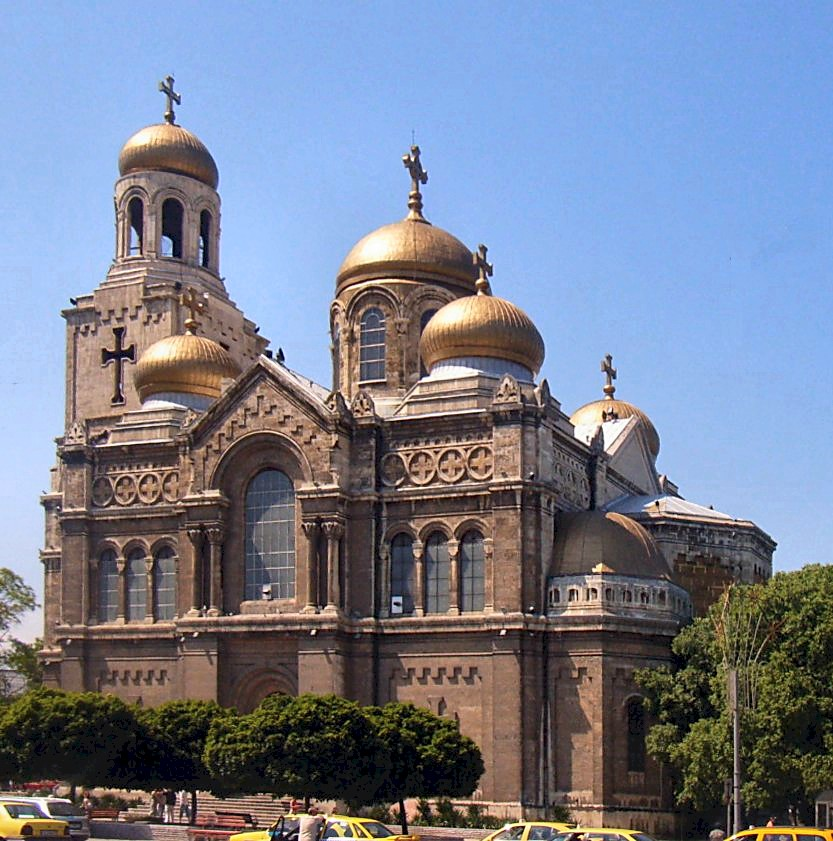
ヴァルナの生神女就寝大聖堂

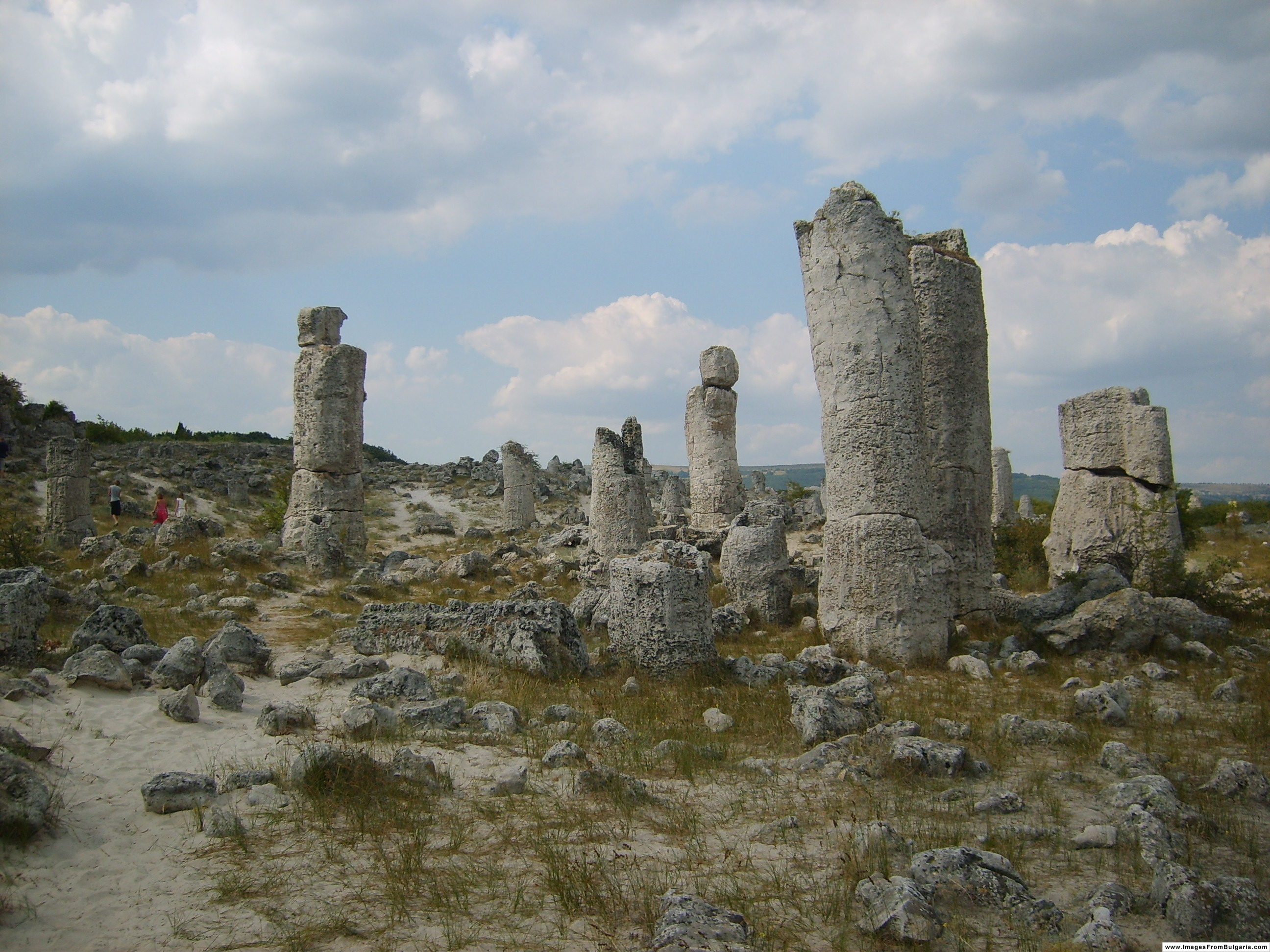
Pobiti Kamani

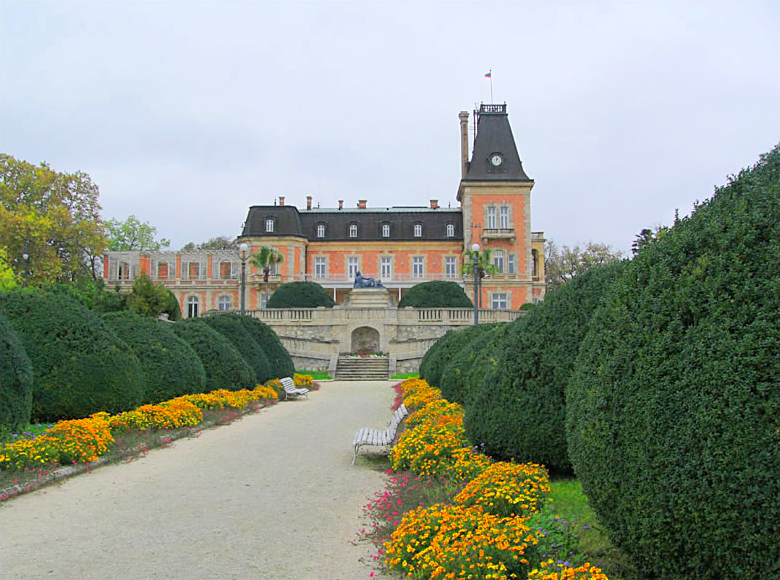
Euxinograd

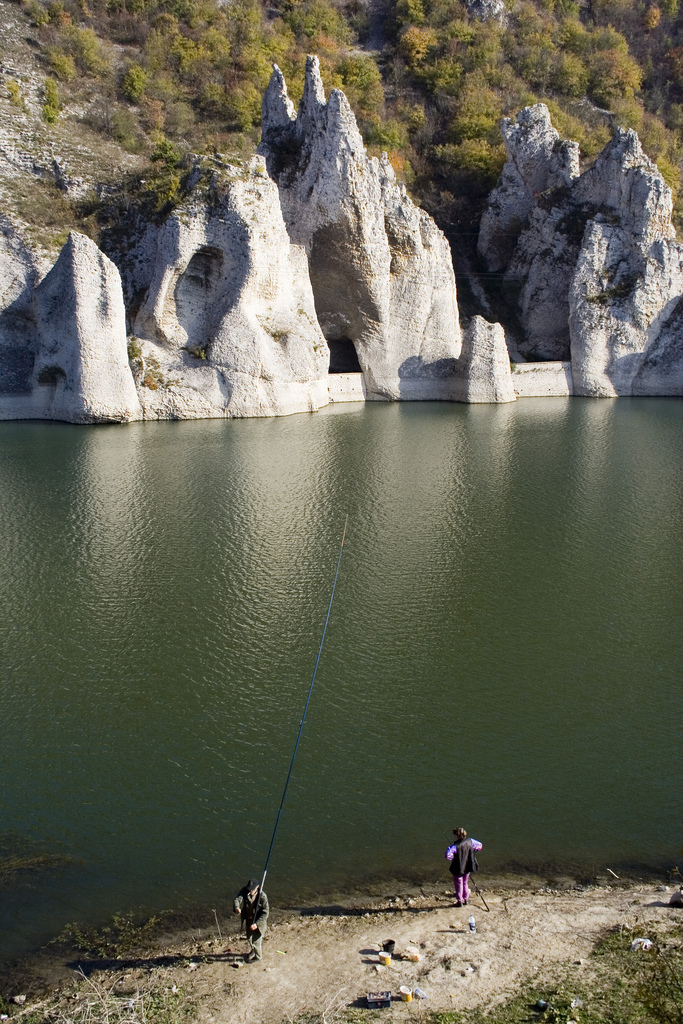
ツォネヴォ湖

ヴァルナ州（Varna Province (ブルガリア語: Област Варна)）は、ブルガリアの北東部、黒海沿岸に位置する州である。同州には12の自治体があり、州都はヴァルナである。

## 地理
ヴァルナ州は面積3,820 平方キロメートル、黒海に面し、ドナウ平原の一部を占めている。バルカン山脈の東の終わりの北側に位置しており、沿岸の都市ヴァルナからデヴニャ（Девня、Devnya）まで、海岸線が内陸に深く切り込む溺れ谷（リアス式海岸）を形成し、ヴァルナ湖（Варненско езеро、Varnensko ezero）およびベロスラフ湖（Белославско езеро、Beloslav; Beloslavsko ezero）を形作っている。
プロヴァディヤ川（Провадийска река、Provadiyska reka）、デヴニャ川、ベトヴァ川（Батова река、Batova reka）、そしてブルガリア第3のダムによる人造湖ツォネヴォ（Цонево、Tsonevo）がある。
黒海岸は森林の広がる丘陵地帯で、ほとんどは崖となっている。また海岸には2つの岬（ガラタ岬、聖アタナシウス岬）がある。カムチヤ川（Камчия、Kamchiya）とシュコルピロフスカ川（Шкорпиловска、Shkorpilovska）の河口の間にはおよそ13 キロメートルにわたって幅200～300メートルの砂浜が広がっており、いくつもの小さな洞窟が存在する。
農地は全体の60%を占め、北部、西部を中心に、腐葉土を多く含んだチェルノーゼム（en:Chernozem）と呼ばれる黒土による肥沃な土地が広がっている。森林は23.1%、6.8%は市街地となっている。
天然資源には岩塩、石灰岩、シリカ、粘土などがあり、いずれも地元の化学工業、セメント、ガラス製造や建設に用いられている。シリカはまた輸出もされている。マンガン鉱石の埋蔵も確認されている。ヴァルナ湖の堆積土は薬効のあるミネラル泥として採取される。同州には鉱泉も多い。また、天然ガスのガス田もあり、ガラタ沖ガス田には累計20億立方メートルの天然ガスが埋蔵されていると考えられ、ブルガリアのガス需要の15%を同ガス田からの供給でまかなう計画がある。
気候は、内陸部では湿潤寒冷な冬と乾燥して高温な夏、沿岸部では地中海性のより穏やかな気候である。

## 基礎自治体

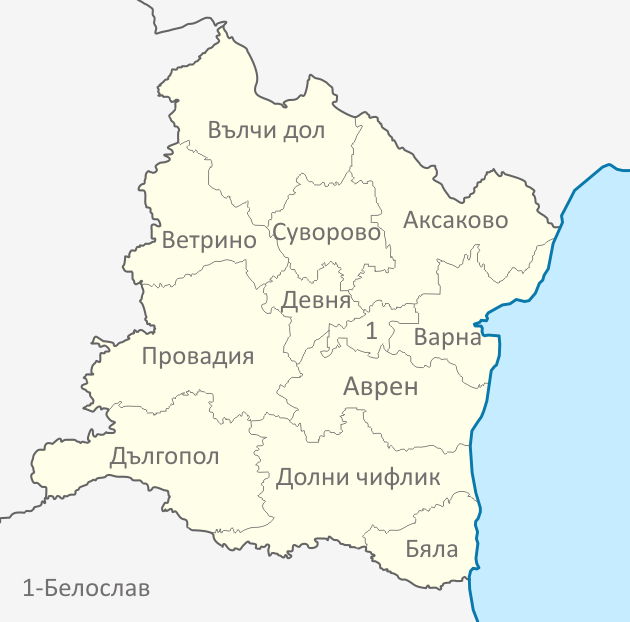
ヴァルナ州の基礎自治体

- アヴレン（Аврен / Avren）
- アクサコヴォ（Аксаково / Aksakovo）

- ベロスラフ（Белослав / Beloslav）
- ビャラ（Бяла / Byala）
- ヴァルナ（Варна / Varna） - 州都
- ヴェトリノ（Ветрино / Vetrino）
- ヴルチ・ドル（Вълчи дол / Balchi dol）
- ドルニ・チフリク（Долни чифлик / Dolni chiflik）
- デヴニャ（Девня / Devnya）
- ドゥルゴポル（Дългопол / Dalgopol）
- プロヴァディヤ（Провадия / Provadiya）
- スヴォロヴォ（Суворово / Suvorovo）

### ヴァルナの区
さらに、ヴァルナには、その下位の行政区分として5つの区が設けられている。
- アスパルホヴォ（Аспарухово / Asparuhovo）
- ヴラディスラフ・ヴァルネンチク（Владислав Варненчик / Vladislav Varnenchik）
- ムラドスト（Младост / Mladost）
- オデソス（Одесос / Odesos）
- プリモルスキ（Приморски / Primorski）

## 人口
ヴァルナ州の人口は49万6768人 (2007年)となっている。全体の71%は州都のヴァルナに住み、また全体の81%は都市部に住んでいる（ブルガリア全体の都市部人口比率は70%）。人口密度は130人/平方キロメートルであり、全国平均の70人/キロメートルを大きく上回っている。人口あたりの出生率、結婚率、離婚率も高く、逆に死亡率と失業率（7.34%, 2005年）は全国平均よりも低い。全体の71.1%は生産年齢にあり、14.8%がそれを超える高齢者である。
民族別人口構成では、ブルガリア人が85.3%、トルコ人が8.1%、ロマ（ジプシー）が3.4%などとなっている。アクサコヴォのリュバン・カラヴェロヴォ村（Lyuben Karavelovo）のように、ほとんどがロマで占められる集落もある。その他の民族にはアルメニア人0.6%、ロシア人0.3%（うちコサック340人を含む）、ウクライナ人、ユダヤ人、ギリシャ人、クリミア・タタール人、チェルケス人（Circassians）、ブラフ人などがいる。また、西側諸国からの移住者や中国人、インド人、アラブ人、アフリカ人などの移民もいる。
ヴァルナ州は1980年代、トドル・ジフコフの率いる共産党政権下で弾圧を受けていたトルコ系住民の人権運動の中心地となった。スヴォロヴォのドランダル村（Драндар、Drandar）にちなんでドランダル・グループと呼ばれたグループは、現在のブルガリアの少数民族政党権利と自由運動の母体となっている。同党の初代党首アフメド・ドアン（Ахмед Демир Доган、Ahmed Demir Doğan）もドランダル村の出身である。
アクサコヴォ、スヴォロヴォ、ヴルチ・ドルの各市、およびヴァルナのヴィニツァ地区の中には、歴史的にガガウス人が大半を占めていた村が点在する。現在では、これらのガガウス人の大半は自らの民族意識はブルガリア人と規定している。
宗教別では、ブルガリア正教会が83%、イスラムが9.75%、その他にプロテスタント、カトリック、ユダヤ教、仏教、各種の新宗教などがある。

## 歴史
遅くとも新石器時代までには人が居住していたことが確認されており、銅器時代には社会構造や宗教を持ち、冶金と航海に長けた文化が発達していたと考えられる。ヴァルナ墓地と呼ばれる多くの墳墓が築かれたのはこの時代である。
紀元前1千年紀にはトラキア人の居住地となり、後にローマ化された。現在のヴァルナにあたる部分には、紀元前6世紀に古代ギリシャ人の交易植民地オデッソスが置かれ、トラキア人とギリシャ人の間の交流拠点となった。紀元前4世紀、この地方はピリッポス2世の率いるマケドニア王国の配下となり、アレクサンドロス3世（大王）の死後の後継者争いの後はリュシマコス朝トラキアとなった。
紀元後1世紀には、この地方はローマ帝国に征服された。ローマ帝国の皇帝ディオクレティアヌスの下で、帝国の下モエシア属州は分割され、現在のデヴニャにあたるマルキアノポリスは第2モエシアの中心地となった。皇帝ウァレンスの時代アドリアノープルの戦い以後は西ゴート族の支配下となる。
マルキアノポリス、オデッスス（オデッソス）は共に初期キリスト教会の中心地であり、聖アンデレによって教えがもたらされ、その弟子のアンプリアトゥス（Ampliatus）がオデッススの司教となったと信じられている。
6世紀には、スラヴ人が侵入し、民族構成が大きく変化した。680年から681年にかけて第1次ブルガリア帝国の中心地となり、その首都は後にプリスカに移転するまでの間、現在のヴァルナの近郊に置かれた。プレスラフ学校（en）の主要な2つの写字室がヴァルナおよびプロヴァディヤ近くのラヴナ (Ravna) に置かれた。
これらの町は第2次ブルガリア帝国の時代には大規模な要塞、および交易拠点となった。13世紀後半にはタタール人勃興の脅威に脅かされ、イヴァイロの戦いなどを経て1389年にはオスマン帝国に征服される。1444年、ヴァルナの戦い（en）が起こったのをはじめ、18世紀から19世紀にかけての一連の露土戦争の戦場となった。
オスマン帝国の統治下で、トルコ系をはじめとするイスラム教徒がアナトリア半島、黒海北岸のステップ、コーカサスから、キリスト教徒のガガウス人、アルメニア人、そしてセファルディムのユダヤ人がテッサロニキから流入するなどの一方、多くのブルガリア人がアナトリアへ移動し、人口構成はより雑多なものへと大きく変化した。露土戦争の時代にはおよそ25万人の東ブルガリア人がベッサラビアやクリミアへ移動した。
1878年の民族復興期には多くのトルコ人、ギリシャ人が同地を脱出する一方、バルカン山脈、北ドブロジャ、ベッサラビア、マケドニアや東トラキアなど他の地域からブルガリア人が流入し、多様な民族混在状態から徐々にブルガリア人が圧倒的多数を占める状態に移行していった。

## 経済
外資の流入量はソフィアに次いで2番目に多く、一人当たりGDPは国内平均を上回り、失業者率は平均を下回っている。個人収入平均は国内で5位となっている（2007年）。経済はサービス指向であり、国内の観光収入の30%以上を占めている。
ヴァルナの港は沿黒海および国内水路の物流拠点であり、国際空港ヴァルナ空港、鉄道フェリー・ターミナル、そして1866年に開通したブルガリア最古の鉄道路線であるルセ - ヴァルナ間を含む多くの鉄道路線が走っている。
2007年7月、イタリアのエネルギー資源会社Eni（en）と、ロシアのガスプロムが、ガス・パイプライン計画を発表。ロシアのジュブガ（ru:Джубга、Dzhubga）から900キロメートルにわたるパイプラインを、ヴァルナ州に位置するガラタ岬近くのガス田を経由し、イタリアやオーストリアへ伸ばす計画である。
製造業は主にヴァルナ-デヴニャ工業地帯、およびプロヴァディヤに集中している。コムギ、果物類、ワイナリーを中心とした農業もまたこの地方の重要な産業である。この地方は教育や文化の中心地にもなっており、5つの大学をはじめとする教育、研究機関、博物館などが集まっている。

## 観光
ヴァルナはソフィアとプロヴディフについでブルガリアで第3の都市である。ヴァルナの近くでは、紀元前4600年-4200年ごろのものとされる最古の金装飾品が見つかっている。紀元前6世紀のギリシャ人、後にローマ帝国、スラヴ人、ブルガール人の時代にかけてヴァルナは重要な交易拠点であり続け、イスタンブールやヴェネツィアとの多くの取引があった。14世紀にオスマン帝国に併合されてからは軍事拠点としても発展してきた。
超古代の金の装飾品をおさめたヴァルナの考古学博物館やローマ時代の浴場跡、露土戦争の勝利を記念して立てられた正教会の大聖堂など、各時代の遺産が豊富であるほか、ヴァルナの北に位置するゴールデン・サンズ・ビーチ（Златни пясъци、Zlatni pyasatsi、en）は代表的なビーチ・リゾートの地で、夏になるとダンスやフォークロアのイベントなども開かれる。

## 環境

### 保護区
- カムチヤ 生物保護区（UNESCO掲載、ドルニ・チフリクおよびアヴレン）
- Valchi prehod（ドルニ・チフリク）
- Kirov dol（ドルニ・チフリク）
- Varbov dol（ドゥルゴポル）
- Kalfata（ドゥルゴポル）

### 国立公園
- ゴールデン・サンズ自然公園（Golden Sands Nature Park、ヴァルナ、アクサコヴォ、ドブリチ州バルチク）

### 保存地区
- Rakitnika（ヴァルナ）
- Petricha（ベロスラフ）
- Slaveikova gora（プロヴァディヤ）
- Yatata（ベロスラフ）
- Tulumova peshtera（ドゥルゴポル）
- Vodenitsite（ドゥルゴポル）
- Aladzha Monastery（ヴァルナ）
- Snezhinska koriya（プロヴァディヤ）
- Vodenitsite（ドゥルゴポル）
- Orlov kamak（ドルニ・チフリク）
- Pobiti Kamani（ベロスラフ、アクサコヴォ）
- Liman（アヴレン）
- Pregrada（ドゥルゴポル）
- Kazashko（ヴァルナ）
- Golyamata kanara（ヴェトリノ）
- Kamchiyski pyasatsi（ドルニ・チフリク）

### 自然
- Gorna i Dolna Kapladzha（ベロスラフ）
- Slyapoto kladenche（ベロスラフ）
- Byal oman（ドルニ・チフリク）
- Urumovo lale（スヴォロヴォ）
- Kuza skoka（ドゥルゴポル）
- Sini vir（ドゥルゴポル）
- Chudnite skali（ドゥルゴポル）

### 海岸のリゾート地、ビーチ
- ゴールデン・サンズ
- 聖コンスタンティン・エレナ
- ヴァルナ
- ガラタ岬
- カムチヤ
- ビャラ
- パシャ・デレ
- カラデレ
- ベリテ・スカリ